# Josefova jáma
Josefova jáma je železniční stanice, která se nachází ve Slezské Ostravě. Leží na Báňské dráze, která je v současnosti (stav k roku 2020) ve správě společnosti PKP Cargo International.

## Historie
Stanice Josefova jáma byla vybudována na tzv. Báňské dráze, která byla v úseku mezi pozdější stanicí Ostrava střed a stanicí Michálkovice dána do provozu v roce 1863. Stanice, která byla zřízena v nejvyšším místě dráhy, byla dána do provozu současně se zprovozněním trati. V roce 1877 pak bylo do stanice napojeno křídlo na jámu Jan.
Stanice Josefova jáma byla tak významná, že trať ve směru od Zárubku byla až do této stanice zdvoukolejněna během druhé světové války (původně byla dvoukolejná jen po stanici Salm).
Ještě v polovině 90. let 20. století byla ve stanici umístěna v nepřetržitém provozu posunovací lokomotiva, která v případě potřeby pomohála i v traťové službě. V červnu 1995 byl jako kmenový stroj udáván T448.0958 (740.458). Po poklesu počtu vlaků v 90. letech 20. století došlo v roce 1999 ke zrušení druhé koleje mezi Zárubkem a Josefovou jámou.
V roce 2019 se zrodila myšlenka na využití této stanice pro osobní dopravu. Ve stanici, sloužící pravidelně výhradně nákladní dopravě, by mohly končit osobní vlaky z ostravského hlavního nádraží, které by přivážely návštěvníky do ostravské zoo, která se stanicí sousedí. Před letní sezonou v roce 2021 bylo ve stanici vybudováno provizorní nástupiště, od 3. července 2021 pak začaly jezdit pravidelné osobní vlaky v trase Ostrava–Svinov – Josefova jáma.